# 天主教拉普拉塔總教區
天主教拉普拉塔總教區（拉丁語：Archidioecesis Platensis）是阿根廷一個羅馬天主教教省總教區，下轄5個教區。此總教區是該國14個總教區之一。
教區於1897年2月15日成立，1934年4月20日升為總教區。
總教區管轄布宜諾斯艾利斯省東部五市，2004年時有637,500名教友（佔轄區總人口85.0%）、65個堂區和157名司鐸。現任總主教為維篤·厄瑪奴耳·費爾南德斯，輔理主教為亞爾伯·日曼諾斯·博查特和喬治·斯德望·貢薩萊斯，榮休總主教為艾克特·勒烏本·阿格爾。